# Gare de Walbach-La-Forge
Gare de Walbach-La-Forge vasútállomás Franciaországban, Wintzenheim településen.

## Vasútvonalak
Az állomást az alábbi vasútvonalak érintik:
- Colmar–Metzeral-vasútvonal

## Kapcsolódó állomások
A vasútállomáshoz az alábbi állomások vannak a legközelebb:
- Gare de Wihr-au-Val - Soultzbach-les-Bains
- Gare de Saint-Gilles